# Peperomia peltoidea
Peperomia peltoidea är en pepparväxtart som beskrevs av Carl Sigismund Kunth. Peperomia peltoidea ingår i släktet peperomior, och familjen pepparväxter. Inga underarter finns listade i Catalogue of Life.